# Mantidactylus guttulatus
Mantidactylus guttulatus es una especie de anfibios de la familia Mantellidae. Es endémica de Madagascar.
Su hábitat natural incluye bosques bajos y secos y ríos. No está considerada una especie amenazada por la Unión Internacional para la Conservación de la Naturaleza.